# Who Is Fancy
Дже́йк Ха́гуд (англ. Jake Hagood) — американский певец и автор песен, более известный под псевдонимом 'Who Is Fancy'.

## Биография
Джейк Хагуд родился 29 марта 1991 года в городе Бентонвилл, штат Арканзас. Он вырос в христианской семье, в возрасте 11 лет самостоятельно научился играть на пианино. После окончания старшей школы Джейк переехал в Нэшвилл, Теннесси, где поступил в Trevecca Nazarene University. Прозвище Fancy получил от преподавателей университета. Во время учёбы в университете сочинял песни и играл их время от времени в парках Нэшвилла. Покинул университет после того, как был обнаружен такими популярными продюсерами, как Скутер Браун и Dr. Luke.
Хагуд — открытый гей.

## Карьера
Карьера Хагуда началась в январе 2015 года, его продюсеры и лейбл начали вирусную промокампанию певца и его дебютного сингла «Goodbye». Сингл был выпущен 10 февраля 2015 года не раскрывая личность человека под псевдонимом Fancy. 3 видеоклипа и лирик-видео на эту песню в общем набрали около 4 миллиона просмотров на Youtube, а при помощи ротаций на радио песня добралась до 29-го места в Pop Songs Airplay Chart, 48-го в Digital Songs Chart и 98-го в Billboard Hot 100. Также её заметили такие известные исполнители, как Меган Трейнор и Кейси Масгрейвс. 23 ноября 2015 года вышел второй сингл Fancy, на этот раз записанный совместно с Арианой Гранде и Меган Трейнор — «Boys Like You». Того же числа вышел анимированный видеоклип на эту песню.

## Дискография
Синглы
- Goodbye (2015)
- Boys Like You (feat. Meghan Trainor & Ariana Grande) (2015)